# 호세 마누엘 발마세다

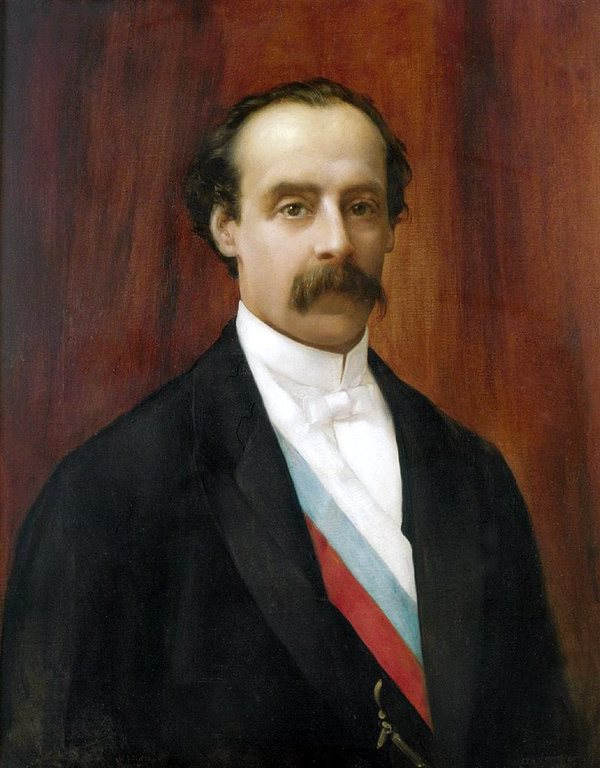

호세 마누엘 발마세다(José Manuel Balmaceda, 1840년 7월 19일 ~ 1891년 9월 19일)는 1886년 9월 18일부터 1891년 8월 29일까지 제10대 칠레의 대통령을 역임한 인물이다. 대통령 재임 기간 중에 칠레 의회와의 정치적 불화로 인해 1891년 칠레 내전이 발발했고 이후 총으로 자살했다.

## 생애
발마세다는 칠레 산토도밍고에서 태어났다. 부모는 부유했으며 어린 시절은 산업 및 농업 기업과 주로 관련되었다.